# Театральная улица (Зеленогорск)
Театра́льная у́лица — улица в городе Зеленогорске Курортного района Санкт-Петербурга. Проходит от Приморского шоссе до Золотого пляжа на Финском заливе.
Первоначально, с 1920-х годов, называлась Mikonkatu. Этот топоним происходит от мужского имени Микко.
Название Театральная улица появилось после войны, но его происхождение не установлено.
От Театральной улицы у дома № 9 на восток отходит Театральный переулок. Он представляет собой аллею Зеленогорского парка культуры и отдыха.

## Достопримечательности
- Вся западная (нечётная) сторона Театральной улицы является объектом культурного наследия «Парк с гидросистемой». Парк разбит на берегах Зеленогорского ручья в 1900-х годах[2].
- На участке по адресу Театральная улица, 1 находилась гостиница «Бель-Вю», снесенная в 2013 году.

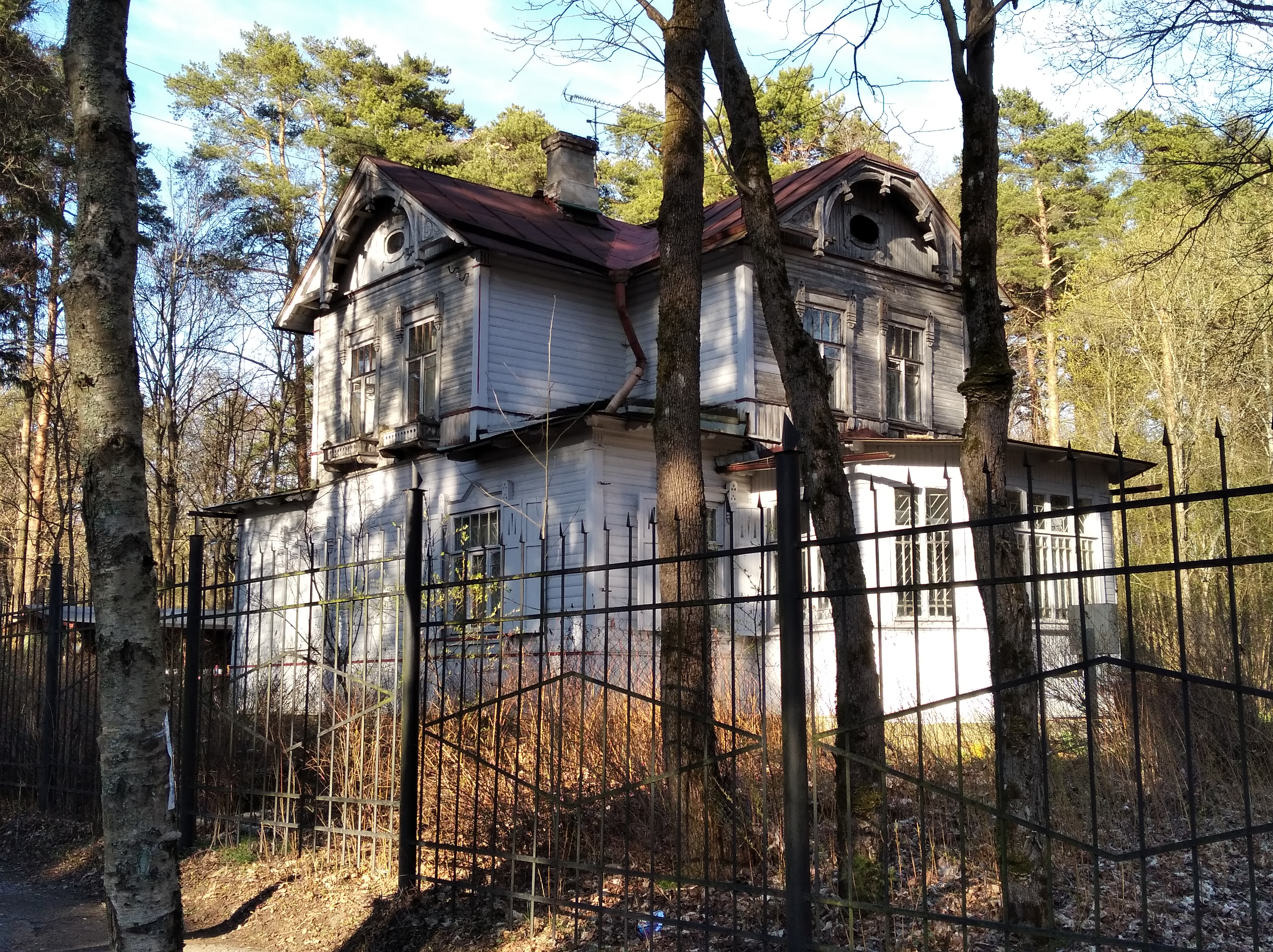
Театральная, 8 — дача Циммермана

- Дом № 8 — деревянная дача В. Ф. Кузнецовой — Циммермана, образец модерна в «скандинавском» стиле[3] Памятник градостроительства и архитектуры регионального значения[4]. Это двухэтажное деревянное здание постройки начала XX века, часть виллы Лепони, принадлежавшей Матти Пиетинену[5][6].
- Дом № 9 — дача Мюзера, исторический деревянный особняк в Зеленогорске, построенный в конце XIX века для владельца мануфактур и магазинов Генриха-Вильгельма Мюзера. Здание является образцом деревянного модерна рубежа веков. Объект культурного наследия народов РФ регионального значения.